# Liste der Monuments historiques in Pujols-sur-Ciron
Die Liste der Monuments historiques in Pujols-sur-Ciron führt die Monuments historiques in der französischen Gemeinde Pujols-sur-Ciron auf.

## Liste der Bauwerke
| Bezeichnung                  | Beschreibung                  | Standort | Kennzeichnung | Schutzstatus | Datum | Bild           |
| ---------------------------- | ----------------------------- | -------- | ------------- | ------------ | ----- | -------------- |
| Schloss La Salle             | Erbaut im 15./16. Jahrhundert | (Lage)   | PA00083691    | Inscrit      | 1988  | weitere Bilder |
| Kirche Saint-Pierre-ès-Liens | Erbaut im 12. Jahrhundert     | (Lage)   | PA00083690    | Classé       | 1908  | weitere Bilder |

## Liste der Objekte
- Monuments historiques (Objekte) in Pujols-sur-Ciron in der Base Palissy des französischen Kultusministeriums